# Daphne Chan
Nok Sze "Daphne" Chan (kinesiska: 諾思陳), född 12 mars 2005, är en hongkongsk fäktare som tävlar i florett.

## Karriär
Vid asiatiska mästerskapen 2023 i Wuxi tog Chan brons i lagtävlingen i florett tillsammans med Valerie Cheng, Kuan Yu Ching och Sophia Wu. Vid asiatiska spelen 2022 i Hangzhou, som arrangerades 2023, tog hon brons både individuellt i florett samt i lagtävlingen tillsammans med Valerie Cheng, Kuan Yu Ching och Sophia Wu.
Vid olympiska sommarspelen 2024 i Paris blev Chan utslagen i åttondelsfinalen i florett av tyska Anne Sauer. Vid asiatiska mästerskapen 2025 i Bali tog hon brons i lagtävlingen i florett tillsammans med Valerie Cheng, Kuan Yu Ching och Sophia Wu.